# Pop Smoke
Bashar Barakah Jackson, mest känd som Pop Smoke, född 20 juli 1999 i Brooklyn i New York, död 19 februari 2020 i Hollywood Hills, Los Angeles, Kalifornien, var en amerikansk rappare. Han samarbetade bland annat med rapparen Travis Scott. 
Hans låt "Gatti" placerade sig på 69:e plats på amerikanska singellistan. Hans andra musikalbum Meet the Woo 2 placerade sig på sjunde plats på Billboards albumlista.
Jackson sköts i magen och dog i samband med ett inbrott i hans hus.